# 憲政研討委員會憲法草案
憲政研討委員會憲法草案，簡稱『憲研憲草』。是由第一屆國民大會整合第一屆國民大會第一至三次會議的39件憲法討論案，經國民大會憲政研討委員會於1962年12月16日以「有關修改憲法各案研討結論」為名提交時任總統蔣中正，蔣中正於1966年1月29日發布總統咨文召開國民大會臨時會，於臺北市中山堂召開審議。

## 修改要點
本次修正要點，主要是力求讓1946年通過的《中華民國憲法》符合憲法本文前言與國父遺教，以達成權能區分、人民有權、政府有能之體制。主要修正八點：
1. 人民的權利義務
2. 國民大會之職權與組織
3. 總統對國民大會之關係
4. 五院對國民大會之關係
5. 五院對總統之關係
6. 五院相互間之關係
7. 省之地位
8. 基本國策

| 機關     | 憲政研討委員會憲法草案 | 中華民國憲法 |
| -------- | --- | --- |
| 國民大會 | - 國民大會代表由各縣、市及其同等區域之人民直接選舉 - 有創制與複決法律與憲法修正案之職權 - 每年自行集會一次、每屆總統任滿前九十日集會                     | - 國民大會代表由各縣、市及其同等區域之人民直接選舉 - 僅可對憲法修正案行使創制與複決，其他法律之創制與複決延後實施 - 每屆總統任滿前九十日集會             |
| 總統     | - 對國民大會負責，由國民大會選舉，任期六年，得連任一次 - 總統宣布戒嚴解嚴，國民大會得決議移請總統解嚴 - 總統發布緊急命令，但須提交國民大會追認           | - 由國民大會選舉，任期六年，得連任一次 - 總統宣布戒嚴須經立法院之通過或追認，立法院得決議移請總統解嚴 - 總統發布緊急命令，但須於一個月內提交立法院追認   |
| 行政院   | - 院長由總統提名，經國民大會同意後任命 - 得就立法院決議提起覆議及呈報總統咨請國民大會複決                                                                | - 院長由總統提名，經立法院同意後任命 - 對立法院負責，得就立法院決議提起覆議                                                                              |
| 立法院   | - 立法委員由國民大會選舉，任期三年 院長、副院長由立法委員互選 - 立法委員無言論免責權                                                                     | - 立法委員由各省人民直接選舉，任期三年 院長、副院長由立法委員互選 - 立法委員有言論免責權                                                                 |
| 司法院   | - 司法委員由總統加倍提名候選人交國民大會選舉，任期六年 院長、副院長由司法委員互選                                                                        | - 院長、副院長與大法官由總統提名，經監察院同意後任命 |
| 考試院   | - 考試委員由總統加倍提名候選人交國民大會選舉，任期六年 院長、副院長由考試委員互選                                                                        | - 院長、副院長與考試委員由總統提名，經監察院同意後任命                                                                                                   |
| 監察院   | - 監察委員由國民大會選舉，任期六年 院長、副院長由監察委員互選 - 監察院無人事同意權 - 審計長由院長呈請總統任命 - 審計部決算審核報告須提交立法院及國民大會 | - 監察委員由省級議會選舉，任期六年 院長、副院長由監察委員互選 - 監察院有人事同意權 - 審計長由總統提名，經立法院同意任命 - 審計部決算審核報告須提交立法院 |
| 省制     | - 省政府執行中央法令，監督地方 - 省長由人民選舉，任期三年                                                                                                | - 得依據自治通則制定省自治法，但不得與憲法牴觸 - 省長由人民選舉                                                                                          |

## 臨時會決議

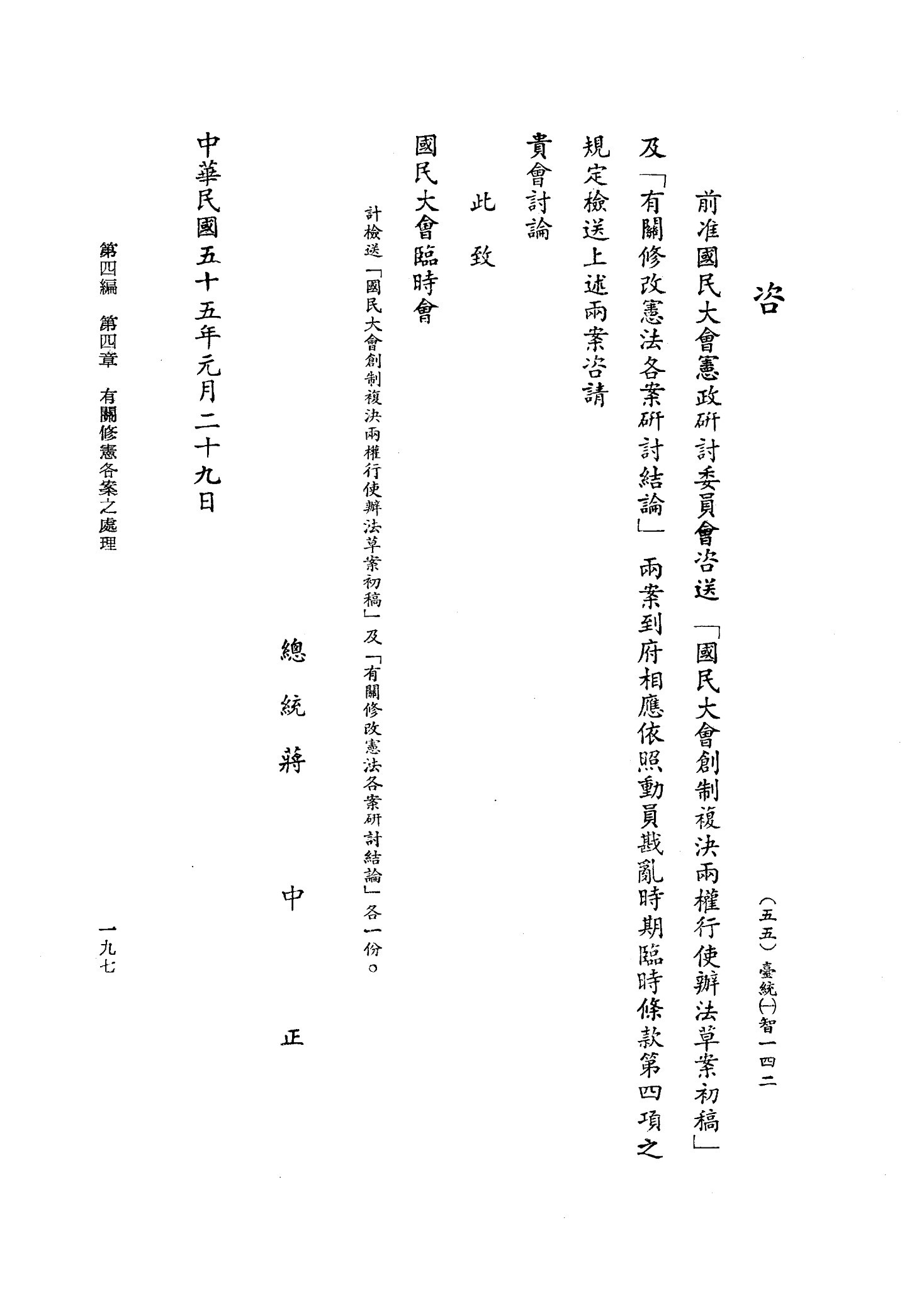
召開國民大會臨時會總統咨文

1966年2月1日總統蔣中正在國民大會臨時會致詞高度讚揚表示，「國民大會憲政研討委員會第二次全體會議中，曾就有關修憲各案研討結論，著有決議：『鑑於當前赤氛未戢，大陸未復，際此反攻前夕，國家根本大法，不宜多所更張；凡屬修憲問題，可留待大陸光復之後，從容商討，次第進行，當能益符民望，愈洽事機。爰經建議國民大會將此項研討結論，留俟大陸光復後國大集會進行修憲時，作為研討之參考。』…相信各位同仁，在此次大會中，當能本諸憲政研討委員會全體會議的建議，作更明智的決定，以符合全國國民一致的期望。」已經為這次臨時會對於此次修憲案預留伏筆。
2月5日，該案提交國民大會臨時會特種委員會審查，由召集人薛岳擔任主席，並提出特種委員會審查報告，報告決議「大陸光復前，不修改憲法」。2月7日由何應欽主持第三次大會，當時出席1205席代表，舉手同意審查報告者1072席，故予以通過。
2月8日，蔣中正總統在閉幕詞表示，「這次大會，對於修憲問題，接受了國民大會憲政研討委員會第二次會議的決議，確定：『凡屬修憲問題，可留待大陸光復之後，從容商討，次第進行。』這一決定，就不止是『愈洽事機』，而且『益符民望』，這是諸位同仁最高智慧的抉擇，最足珍貴的貢獻！…總之，這次臨時會的成功，乃在貫徹了不修憲的主張，維護了憲法的尊嚴與完整，亦顧到了行使兩權與動員戡亂的相互關係；證明我們雖在戡亂復國的非常時期，而始終能貫徹民主憲政的精神，作合理的發揚，與不斷的進步。…中正為感於大會同仁，誠信相孚，團結一致的精誠，自當以有生之年，相與我大會同仁，戮力同心，反攻大陸，共伸撻伐，消滅奸匪，以爭取復仇雪恥聖戰的勝利，復國建國大業的成功！並與我代表同仁，帶回這一部選民所交付的完整無缺的憲法，帶回 國父革命精神之所託的三民主義，使大陸同胞，都能重歸於憲政體制之下，以共享自由、和平、富強、康樂、三民主義的福祉！」